# Luís da Câmara Pinto Coelho
Luís Egas da Câmara Pinto Coelho ComC • GCIH • OIP • GCIP (Sé Nova, Coimbra, 3 de junho de 1912 - Lisboa, 4 de julho de 1995) foi advogado, professor catedrático da Faculdade de Direito da Universidade de Lisboa, Comissário Nacional da Mocidade Portuguesa e Embaixador de Portugal em Espanha.

## Biografia
Nasceu em Coimbra, onde seu pai era professor de Direito na universidade, e com apenas sete anos de idade — altura em que o seu pai foi transferido para a Universidade de Lisboa — passou a viver em Lisboa, onde realizou os seus estudos.
Licenciado em Direito, pela Faculdade de Direito da Universidade de Lisboa, em 1934, foi logo de seguida nomeado Governador Civil de Castelo Branco, com apenas 22 anos de idade, permanecendo no cargo até 1936.
Posteriormente esteve em Roma, como bolseiro do Instituto para a Alta Cultura, de 1937 a 1939, ano em que se doutorou em Direito pela mesma Universidade.
Foi secretário-inspetor da Mocidade Portuguesa e, em 1936, foi como delegado nacional à Alemanha, conduzindo um grupo de 29 filiados da recém-criada organização a um encontro internacional de organizações de juventude, por ocasião dos Jogos Olímpicos de Berlim. Mais tarde, foi Comissário Nacional da Mocidade Portuguesa, desde 19 de Fevereiro de 1946 até 11 de Outubro de 1951.
Foi deputado à Assembleia Nacional de 1945 a 1949. Exerceu também os cargos de vogal da Junta Nacional da Marinha Mercante, da Comissão de Seguros de Guerra e da Junta Diretiva da Causa Monárquica, de presidente da Associação de Jurisconsultos Católicos Portugueses, da Direção Nacional da Liga Católica, e do Conselho de Administração da Tobis Portuguesa. Em 1952 deslocou-se a Angola e Moçambique em missão de estudo do Ministério do Ultramar. Presidiu ainda diversas delegações portuguesas a conferências internacionais.
Até 1961 exerceu a sua atividade de advogado e de professor catedrático na Faculdade de Direito da Universidade de Lisboa, publicou diversos trabalhos, traduziu para português várias obras de autores italianos, pertenceu à redação da revista Rumo e colaborou no Anuário de Estudos Legislativos de Roma.
Teve que interromper a sua atividade de jurista e docente quando foi nomeado para Embaixador de Portugal em Madrid, tendo apresentado as credenciais ao Generalíssimo Francisco Franco a 5 de Outubro de 1961. Em 1968 pediu demissão do seu cargo em Madrid, por motivos pessoais, partindo nesse ano da capital espanhola a 27 de Outubro.
Saiu de Espanha para ir morar no Brasil, onde trabalhou como jurisconsulto em São Paulo durante dois anos. Em 1970 foi convidado para ocupar as funções de adido cultural da Embaixada de Portugal, no Rio de Janeiro, onde esteve até 1972. Nesse ano foi nomeado Embaixador em Buenos Aires. Manteve-se no posto que ocupava na Argentina, ainda depois da revolução de 25 de Abril de 1974, enquanto o Dr. Mário Soares, seu antigo aluno, foi Ministro dos Negócios Estrangeiros. Foi exonerado logo após os acontecimentos de 11 de Março de 1975 e voltou para o Brasil, onde trabalhou como jurisconsulto, por mais dois anos, no Rio de Janeiro.
Em 1977 voltou para Madrid, onde foi administrador de uma companhia seguradora. Desde 1981, após a reforma, fez alguns trabalhos como modelo em publicidade e desempenhou papéis como actor secundário em filmes usando o nome Luis da Camara. Morou em Madrid por mais de 15 anos, até quase ao fim da sua vida. Morreu em Lisboa com 83 anos de idade.
Era Oficial da Ordem da Instrução Pública a 24 de Outubro de 1938, Comendador da Ordem Militar de Cristo a 26 de Abril de 1946, Grã-Cruz da Ordem da Instrução Pública a 24 de Janeiro de 1952, Grã-Cruz da Ordem do Infante D. Henrique a 8 de Fevereiro de 1967, e Oficial da Ordem de Cisneros, em Espanha.

## Dados genealógicos
Filho do Dr. José Gabriel Pinto Coelho e de sua mulher D. Mariana do Carmo Gonçalves Zarco da Câmara.
Casou primeira vez em Lisboa, Pena, a 6 de novembro de 1935 com Maria da Madre de Deus Amado Braamcamp Freire (Soure, Pombalinho, 17 de maio de 1915 - Lisboa, 27 de maio de 2008), filha do 4.º Barão de Almeirim, Carlos Braamcamp Freire, e de sua mulher.
Teve cinco filhos e uma filha, entre os quais:
- José Gabriel Braamcamp Freire Pinto Coelho casou com Maria Pia Penalva de Almeida e Vasconcellos e Isabel Maria de Carvalho Ferreira
- Carlos Braamcamp Freire Pinto Coelho casou com Maria Filomena de Carvalho Godinho Mónica e com Maria José Horta Paletti
- Maria Isabel Braamcamp Freire Pinto Coelho casou com Rui Gonçalo Maria Chaves de Brito e Cunha
- o pintor Luís Braamcamp Freire Pinto Coelho casou com Isabel Maria de Carvalho Godinho Mónica
- Rui Domingos Braamcamp Freire Pinto Coelho casou com  Maria Domingas Pepulim Jervis de Atouguia e com Maria José Nunes Ravara
- Duarte Braamcamp Pinto Coelho casou com Maria do Céu Cupertino de Miranda Pires de Lima  e com Maria José Guimarães Gonçalves

E é avô de José Pinto Coelho, presidente do PNR, do cartunista Luís Pinto Coelho e da jornalista Sofia Pinto Coelho.
Casou segunda vez no Consulado-Geral de Portugal no Rio de Janeiro, Rio de Janeiro, a 6 de julho de 1971 com Katharine Rodney Graf ["Kit"] (Long Beach, Califórnia, 6 de Junho de 1931 - Madrid, 1 de Julho de 2023), divorciada de James Robert Talbot, Jr. e mãe de James Robert Talbot III (Washington, DC, 13 de setembro de 1952), filha de Warren Frederick Graf (Buffalo, Nova Iorque, 8 de junho de 1907 - Batalha de Guadalcanal, 13 de Novembro de 1942) e de sua mulher Jane Warren Rodney (Texas, 9 de agosto de 1909 - Madrid, c. 1990), e irmã de Janet Warren Graf (Washington, fevereiro de 1941).
Sem geração.

## Principais obras
- Do Concurso de Pessoas no Crime Culposo, 1934 (dissertação de licenciatura);
- Da Compropriedade no Direito Português, 1939 (dissertação de doutoramento);
- Rassegna di legislazione del Portogallo, Roma 1939;
- Do Concurso de Pessoas no Crime Culposo, 1940;
- Propriedade, 1941;
- Da Compropriedade (comunhão) no Direito Português, II volume, 1943 (dissertação de concurso para professor extraordinário);
- Lições de Direitos Reais, 1944;
- As Cooperativas e o Regime Corporativo, nos Anais da Junta Nacional do Vinho, Alcobaça, 1954.
- Da Posse e Usucapião, 1959;
- Da Comunhão de Propriedade e da Comunhão de outros Direitos Reais, 1961.

Traduziu para português várias obras de autores italianos, entre as quais:
- Metodologia do Direito, 1940, do Prof. Francesco Carnelutti;
- Bases de uma Ordem Internacional, 1944, do Prof. Guido Gonella.